# جهاز متفجر

عصا من الديناميت.

الجهاز المتفجر هو جهاز يعتمد على التفاعل الطارد للحرارة لمادة متفجرة لتوفير إطلاق عنيف للطاقة.
تشمل تطبيقات الأجهزة المتفجرة ما يلي:
- تقويض المبانى (هدم)
- أعمال الحفريات
- التشكيل عن طريق الانفجار
- لحام متفجر
- التعدين
- القتل
  - الاغتيال
- مكافحة الشغب
- الحروب

وتشمل أنواع الأجهزة المتفجرة ما يلي:
- سلاح متفجر
  - لغم مضاد للأفراد
  - قذائف مدفعية
  - قنابل
  - قنابل يدوية
  - عبوات ناسفة
  - ألغام أرضية
  - جهاز متفجر نووي
  - الذخائر غير المنفجرة
- سيارة مفخخة
- طرد مفخخ
- قنبلة صوتية
- التقانة النارية
  - ألعاب نارية
- مولد ضغط التدفق الضخ بشكل متفجر
- مولد كهربائي حديدي مدفوع بالمتفجرات